# Beyoncé: Live at Wembley
Beyoncé: Live at Wembley (Tạm dịch: Beyoncé: Trình diễn tại Wembley) là một bộ đĩa DVD/CD của nữ ca sĩ R&B người Mĩ Beyoncé Knowles, phát hành vào ngày 27 tháng 4 năm 2004.
Đĩa bao gồm những cảnh quay của cô trình diễn tại sâu khấu Wembley, London, Anh trong tour diễn quảng bá cho album đầu tay của mình là Dangerously in Love Tour.

## Danh sách

### DVD
1. "Baby Boy" – 4:58
2. "Naughty Girl" – 4:12
3. "Fever" – 5:57
4. "Hip Hop Star" – 4:31
5. "Yes" – 4:11
6. "Work It Out" – 3:47
7. "Gift from Virgo" – 3:15
8. "Be with You" – 3:58
9. "Speechless" – 5:00
10. Liên khúc DC – 10:43
  1. "Bug a Boo"
  2. "No, No, No Part 2"
  3. "Bootylicious"
  4. "Jumpin' Jumpin'"
  5. "Say My Name"
  6. "Independent Women Part I"
  7. "'03 Bonnie & Clyde"
  8. "Survivor"
11. "Me, Myself and I" – 5:14
12. "Summertime" – 5:30
13. "Dangerously in Love" – 8:34
14. "Crazy in Love" – 8:03
15. Những người thực hiện ("Naughty Girl") – 1:45

- Những cảnh quay đặc biệt của DVD

1. Đằng sau cánh gà – 8:38
2. Sân khấu/Biên đạo múa – 5:51
3. Phòng thay đồ của Beyoncé – 5:48
4. Buổi diễn được yêu thích – 3:06
5. Beyoncé – Nghệ sĩ Solo – 3:25
6. Một ngày ở London – 4:58
7. Gặp người hâm mộ sau cánh gà – 2:58
8. Một cuộc trò chuyện với Beyoncé – 16:26
9. "Crazy in Love" (Trình diễn tại giải BRIT năm 2004) – 3:42
10. Video quảng cáo L'Oréal – 0:31
11. Thông tin mới về Destiny's Child – 0:17

### CD
1. "Wishing on a Star" (Billie Rae Calvin) – 4:09
2. "What's It Gonna Be" (Beyoncé Knowles, LaShaun Owens, Karrim Mack, Corte Ellis, Larry Troutman, Roger Troutman, Kandice Love) – 3:37
3. "My First Time" (Knowles, Pharrell Williams, Chad Hugo) – 4:25
4. "Krazy in Luv" (Maurice's Nu Soul Remix) (Knowles, Rich Harrison, Shawn Carter, Eugene Record) – 6:28
5. "Baby Boy" (Junior's World Mixshow) (Knowles, Scott Storch, Robert Waller, Carter) – 6:39
6. "Naughty Girl" (Calderone Quayle Club Mix) (Knowles, Storch, Waller, Angela Beyincé, Pete Bellotte, Giorgio Moroder, Donna Summer) – 9:38
Ca khúc tặng kèm ở Nhật Bản[1]
7. "Naughty Girl" (với Lil' Kim) – 3:51
8. "Naïve" (HR Crump Remix Solange Knowles song ca cùng Beyoncé với Da Brat) – 3:40

## Sự tiếp nhận
DVD bán được 264,000 bản tính riêng tại Mĩ được công bố bởi Nielsen SoundScan. Vào ngày 6 tháng 10 năm 2010, Beyoncé: Live at Wembley đã bán được 197,000 bản điện tử tổng cộng.

## Vị trí xếp hạng
| Bảng xếp hạng (2004)                    | Vị trí |
| --------------------------------------- | ------ |
| Italian FIMI DVD Chart                  | 5      |
| Japanese Oricon Albums Chart            | 8      |
| Swiss Albums Chart                      | 73     |
| UK DVD Chart                            | 2      |
| Hoa Kỳ Billboard 200                    | 17     |
| Hoa Kỳ Billboard Top R&B/Hip-Hop Albums | 8      |

| Bảng xếp hạng (2010) | Vị trí |
| -------------------- | ------ |
| Italian DVD Chart    | 5      |